# Provincia di Houet
La provincia di Houet è una delle 45 province del Burkina Faso, situata nella regione degli Alti Bacini. Il capoluogo è Bobo-Dioulasso.

## Struttura della provincia
La provincia di Houet comprende 13 dipartimenti, di cui una città e 12 comuni.

### Città
- Bobo-Dioulasso

### Comuni
- Bama
- Dandé
- Faramana
- Fô
- Karangasso-Sambla
- Karangasso-Vigué
- Koundougou
- Léna
- Padéma
- Péni
- Satiri
- Toussiana